# 吳興郡
吳興郡，中国三國吳時设置的郡，為「三吳」之一，治所在烏程縣（今湖州市区）。

## 建置沿革

### 六朝
東吳孙皓寶鼎元年（266年），分吳郡之陽羨、永安、餘杭、臨水，丹楊郡之故鄣、安吉、原鄉、於潛、烏程九縣置吳興郡，治烏程，屬揚州，包括今湖州全境及周边地区。
晉武帝太康元年（280年），改永安縣為武康縣，臨水縣為臨安縣。太康三年（282年），分烏程縣立東遷、長城二縣。太康十年（289年），立皇子司馬晏為吳王，以丹楊、吳興、吳三郡為國，吳興太守改稱內史。晉惠帝永興元年（304年），立義興郡，陽羨縣改屬義興郡。晉安帝隆安四年（400年），紹封司馬彥璋為東海王，改食吳興郡，太守改稱內史。元興元年（402年），東海王伏誅，國除，內史改稱太守。
宋後廢帝元徽四年（476年），改東遷縣為東安縣，宋順帝昇明元年（477年）復舊。梁末，分揚州立震州，以太湖古名震澤而得名，僅領吳興一郡。梁敬帝太平元年（556年），罷震州，吳興郡還屬揚州。

### 隋唐
隋文帝开皇九年（589年），陳，吳興郡，其地分屬蘇州、杭州。
唐高祖武德四年（621年），平李子通，置湖州。唐玄宗天寶元年（742年），改湖州為吳興郡。吳興郡領五縣：烏程、武康、長城、安吉、德清。唐肃宗乾元元年（758年），復改吳興郡為湖州。

## 人口
- 晉武帝太康三年（282年），吳興郡有24000戶。[9]
- 宋孝武帝大明八年（464年），吳興郡有49609戶，316173口。[2]
- 唐玄宗天寶十三載（754年），吳興郡有73306戶，177698口。[8]

## 行政長官

### 吳興內史（301年—310年代）
- 顧祕，晉惠帝太安元年（302年）離任。[10]
- 區山，由石冰任命，晉惠帝太安二年（303年）被斬。[11]
- 周玘，字宣佩，義興陽羨人，晉懷帝永嘉四年（310年）行。[11]
- 張茂，字偉康，吳郡吳人，西晉後期在任。[12]
- 袁琇，晉愍帝建興三年（315年）被殺。[11]
- 周札，字宣季，義興陽羨人，晉愍帝建興三年（315年）出任。[11]

### 吳興太守（310年代—400年）
- 孔愉，字敬康，會稽山陰人，晉元帝時在任。[12]
- 周莚，義興陽羨人，晉元帝永昌元年（322年）在任。[11]
- 虞潭，字思奧，會稽餘姚人，晉成帝太宁三年（325年）到咸和三年（328年）在任。[13]
- 孔坦，字君平，會稽山陰人，晉成帝時在任。[12]
- 陶回，丹楊人，東晉前期在任。[12]
- 虞𩦎，字思行，會稽餘姚人，東晉前期在任。[13]
- 孔廞，會稽山陰人，東晉前期在任。[12]
- 謝萬，陳郡陽夏人，晉穆帝升平二年（358年）離任。[14]
- 謝安，字安石，陳郡陽夏人，晉哀帝時在任。[15]
- 殷康，陳郡人，東晉中期在任。[16]
- 孔琳之，會稽山陰人，東晉中期在任。[12]
- 陸納，字祖言，吳郡吳人，東晉中期在任。[17]
- 孔嚴，字彭祖，會稽山陰人，晉廢帝太和中在任。[12]
- 江灌，字道群，陳留圉人，晉廢帝時在任。[16]
- 王蘊，字叔仁，太原晉陽人，晉廢帝時在任。[18]
- 朱序，字次倫，義陽人，晉孝武帝寧康二年（374年）在任。[19]
- 王獻之，字子敬，琅邪臨沂人，晉孝武帝太元中在任。[20]
- 張玄之，晉孝武帝太元中在任。[15]
- 江蔚，陳留圉人，東晉後期在任。[16]
- 虞嘯父，會稽餘姚人，晉安帝隆安元年（397年）版。[13]
- 車胤，字武子，南平人，晉廢帝隆安初除，辭疾不拜。[16]
- 謝邈，字茂度，陳郡陽夏人，晉安帝隆安三年（399年）十一月為孫恩所殺。[21]
- 丘尪，晉安帝隆安三年（399年）由孫恩任命。[22]
- 庾恒，晉安帝隆安四年（400年）出任，同年改為內史。[23]

### 吳興內史（400年—402年）
- 庾恒，晉安帝隆安四年（400年）由太守改稱。[23]

### 吳興太守（402年—588年）
- 高素，晉安帝元興元年（402年）為桓玄所殺。[24]
- 袁湛，字士深，陳郡陽夏人，晉安帝義熙中在任。[25]
- 孔靖，字季恭，會稽山陰人，晉安帝義熙八年（412年）離任。[21]
- 王敬弘，琅邪臨沂人，晉安帝義熙中在任。[26]
- 司馬珣之，河內溫人，晉安帝義熙中在任。[3]
- 向靖，字奉仁，小字彌，河內山陽人，晉安帝義熙十一年（415年）到十二年（416年）在任。[27]
- 孔琳之，字彥琳，會稽山陰人，晉恭帝元熙中在任。[28]
- 王惠，字令明，琅邪臨沂人，宋少帝永初三年（422年）離任。[29]
- 王韶之，字休泰，琅邪臨沂人，宋少帝景平元年（423年）到宋文帝元嘉三年（426年）在任。[30]
- 謝述，字景先，陳郡陽夏人，宋文帝元嘉十二年（435年）卒官。[25]
- 王韶之，字休泰，琅邪臨沂人，宋文帝元嘉十二年（435年）出任，同年卒官。[30]
- 張邵，字茂宗，吳郡吳人，宋文帝元嘉中在任。[31]
- 孔山士，宋文帝元嘉二十二年（445年）在任。[32]
- 劉遵考，彭城人，宋文帝元嘉二十五年（448年）離任。[33]
- 周嶠，汝南安成人，宋文帝元嘉末在任。[34]
- 殷沖，字希遠，陳郡長平人，宋文帝元嘉末在任。[35]
- 王謙之，字休光，琅邪臨沂人，宋孝武帝元嘉三十年（453年）出任。[27]
- 顧琛，字弘瑋，吳郡吳人，宋孝武帝元嘉三十年（453年）到孝建元年（454年）在任。[36]
- 劉延孫，彭城呂人，宋孝武帝孝建元年（454年）在任。[37]
- 劉遵考，彭城人，宋孝武帝孝建元年（454年）到二年（455年）在任。[37]
- 劉瑀，字茂琳，東莞莒人，宋孝武帝大明二年（458年）出任。[38]
- 顧琛，字弘瑋，吳郡吳人，宋孝武帝大明三年（459年）到四年（460年）在任。[36]
- 劉子頊，字孝烈，歷陽王，彭城人，宋孝武帝大明四年（460年）到五年（461年）在任。[39]
- 劉休若，巴陵王，彭城人，宋孝武帝大明五年（461年）在任。[40]
- 劉子真，字孝貞，始安王，彭城人，宋孝武帝大明五年（461年）到七年（463年）在任。[39]
- 王奐，琅邪臨沂人，宋孝武帝大明末在任。[29]
- 張永，字景雲，吳郡吳人，宋前廢帝永光元年（465年）出任。[41]
- 王曇生，琅邪臨沂人，宋明帝泰始二年（466年）舉兵反。[42]
- 張永，字景雲，吳郡吳人，宋明帝泰始二年（466年）除，未拜。[42]
- 劉韞，字彥文，彭城人，宋明帝泰始二年（466年）出任。[43]
- 郗顒，宋明帝泰始二年（466年）在任。[44]
- 沈攸之，字仲達，吳興武康人，宋明帝泰始四年（468年）除，辭不拜。[45]
- 劉景素，建平王，彭城人，宋明帝泰始五年（469年）離任。[42]
- 王僧虔，琅邪臨沂人，宋明帝泰始中在任。[46]
- 褚淵，字彥回，河南陽翟人，宋明帝泰始中在任。[47]
- 張岱，字景山，吳郡吳人，宋後廢帝泰豫元年（472年）離任。[48]
- 劉勰，字彥龢，彭城人，宋後廢帝元徽元年（473年）卒官。[43]
- 王延之，字希季，琅邪臨沂人，宋後廢帝元徽中在任。[49]
- 褚淵，字彥回，河南陽翟人，宋後廢帝元徽中在任。[47]
- 劉顥，字彥明，彭城人，宋後廢帝元徽四年（476年）除，未拜，卒。[43]
- 蕭惠明，南蘭陵人，宋後廢帝元徽末卒官。[50]
- 沈文季，吳興武康人，宋順帝昇明二年（478年）離任。[51]
- 王奐，字彥孫，琅邪臨沂人，宋順帝昇明二年（478年）到齊高帝建元二年（480年）在任。[52]
- 王敬則，晉陵南沙人，齊高帝建元二年（480年）在任。[53]
- 張瑰，字祖逸，吳郡吳人，齊高帝建元二年（480年）出任，三年（481年）免官。[54]
- 何戢，字慧景，廬江灊人，齊高帝建元三年（481年）四年（482年）在任。[49]
- 張岱，字景山，吳郡吳人，齊武帝建元四年（482年）到永明二年（484年）在任。[55][49]
- 蕭鸞，字景栖，蘭陵人，齊武帝永明二年（484年）到四年（486年）在任。[56]
- 李安民，蘭陵承人，齊武帝永明四年（486年）出任，卒官。[57]
- 徐孝嗣，字始昌，東海郯人，齊武帝永明中在任。[58]
- 袁彖，齊武帝永明中在任。[59]
- 孔琇之，會稽山陰人，南朝齊時在任。[60]
- 謝𤅢，字義潔，陳郡陽夏人，齊武帝永明末在任。[61]
- 王秀之，字伯奮，琅邪臨沂人，齊鬱林王隆昌元年（494年）卒官。[62]
- 蕭遙光，字元暉，蘭陵人，齊鬱林王隆昌元年（494年）除，未拜。[63]
- 謝朏，字敬沖，陳郡陽夏人，齊鬱林王隆昌元年（494年）出任。[64]
- 王瑩，字奉光，琅邪臨沂人，齊明帝建武中在任。[65]
- 蕭惠休，南蘭陵蘭陵人，齊東昏侯永元元年（499年）在任。[62]
- 袁昂，字千里，陳郡陽夏人，齊東昏侯永元中到梁武帝天監二年（503年）在任。[66]
- 蕭淵猷，蘭陵人，梁武帝時在任。[67]
- 張稷，字公喬，吳郡吳人，梁武帝天監七年（508年）離任。[68]
- 蔡撙，字景節，濟陽考城人，梁武帝天監九年（510年）離任。[69]
- 蕭正仁，臨川國世子，蘭陵人，梁武帝天監十年（511年）卒官。[70]
- 王騫，字思寂，琅邪臨沂人，梁武帝天監十一年（512年）出任。[71]
- 謝覽，字景滌，陳郡陽夏人，梁武帝天監十二年（513年）出任，卒官。[64]
- 柳惲，字文暢，河東解人，梁武帝天監十二年（513年）出任，十六年（517年）卒官。[69]
- 蕭琛，字彥瑜，蘭陵人，梁武帝普通元年（520年）離任。[72]
- 夏侯亶，字世龍，譙郡譙人，梁武帝普通三年（522年）離任。[73]
- 夏侯夔，字季龍，譙郡譙人，梁武帝普通三年（522年）出任。[73]
- 蕭昂，字子明，蘭陵人，梁武帝大通二年（528年）離任。[74]
- 孫廉，東莞莒人，梁武帝時在任。[75]
- 沈充，南朝梁時在任。[76]
- 孔嚴，南朝梁時在任。[76]
- 殷康，南朝梁時在任。[76]
- 蕭暎，字文明，蘭陵人，梁武帝中大通中在任。[77]
- 張纘，字伯緒，范陽方城人，梁武帝大同二年（536年）離任。[78]
- 蕭子顯，字景陽，蘭陵人，梁武帝大同三年（537年）出任，至郡未幾，卒。[79]
- 張嵊，字四山，吳郡吳人，梁武帝中大同元年（546年）出任，太清三年（549年）遇害。[80]
- 陳昌，字敬業，吳興長城人，梁元帝承聖元年（552年）出任。[81]
- 陳蒨，字子華，吳興長城人，梁元帝承聖二年（553年）離任。[82]
- 程靈洗，字玄滌，新安海寧人，梁元帝承聖二年（553年）除，未行。[83]
- 裴之橫，字如岳，河東聞喜人，梁元帝承聖二年（553年）出任，蕭淵明天成元年（555年）戰死。[6]
- 杜龕，京兆杜陵人，蕭淵明天成元年（555年）出任，梁敬帝紹泰元年（555年）降於陳霸先。[84]
- 徐度，字孝節，安陸人，梁敬帝紹泰二年（556年）領。[85]
- 袁樞，字踐言，陳郡陽夏人，梁敬帝紹泰二年（556年）到陳武帝永定元年（557年）在任。[86]
- 沈恪，字子恭，吳興武康人，陳武帝永定元年（557年）到二年（558年）在任。[85]
- 周寶安，字安民，義興陽羨人，陳武帝永定三年（559年）離任。[87]
- 胡穎，字方秀，吳興東遷人，陳文帝天嘉元年（560年）出任，同年六月卒官。[85]
- 周寶安，字安民，義興陽羨人，陳文帝天嘉二年（561年）到三年（562年）在任。[87]
- 胡鑠，陳文帝天嘉三年（562年）離任。[88]
- 吳明徹，字通昭，秦郡人，陳文帝天嘉五年（564年）到六年（565年）在任。[82][89]
- 沈欽，陳文帝天康元年（566年）離任。[90]
- 杜稜，字雄盛，吳郡錢塘人，陳宣帝太建元年（569年）到二年（570年）在任。[91][85]
- 錢道戢，字子韜，吳興長城人，陳宣帝太建二年（570年）除，未行。[92]
- 陳伯固，字牢之，新安王，吳興長城人，陳宣帝太建四年（572年）離任。[93]
- 徐敬成，安陸人，陳宣帝太建五年（573年）在任。[85]
- 陳伯禮，字用之，武陵王，吳興長城人，陳宣帝太建十一年（579年）免官。[94]
- 陳伯謀，字深之，桂陽王，吳興長城人，陳宣帝太建十一年（579年）出任，陳後主至德元年（583年）卒官。[94]
- 陳伯仁，字壽之，廬陵王，吳興長城人，陳後主禎明元年（587年）在任。[95]

### 吳興內史（588年—589年）
- 任忠，字奉誠，小名蠻奴，汝陰人，陳後主禎明二年（588年）到三年（589年）在任。[96]

### 吳興郡太守（742年—758年）
- 吴从众（744年）
- 陈思应（745年，未任）
- 阎知言（746年）
- 周择从（747年）
- 韦南金（749年）
- 韦景先（753年）
- 李峒（754年）
- 崔巽（756年）
- 杨鉴（天宝年间）
- 豆卢陈麟（757年）[97]

## 國主

### 西晉吳國（289年—300年，301年—310年代）
| 吳國（289年—300年，301年—310年代） |      |      |        |             |          |
| 以丹楊、吳興、吳三郡為國           |      |      |        |             |          |
| 代數                               | 封爵 | 謚   | 姓名   | 在位時間    | 備註     |
| 1                                  | 吳王 | 孝王 | 司馬晏 | 289年—300年 | 晋武帝子 |
| 徙封宾徒縣王，後復                 |      |      |        |             |          |
| 1                                  | 吳王 | 孝王 | 司馬晏 | 301年—311年 | 晋武帝子 |
| 沒於劉聰，國絕                     |      |      |        |             |          |

### 東晉東海國（400年—402年）
| 東海國（400年—402年） |        |    |          |             |                      |
| 代數                  | 封爵   | 謚 | 姓名     | 在位時間    | 備註                 |
| 1                     | 東海王 |    | 司馬彥璋 | 400年—402年 | 司馬元顯子，繼司馬沖 |
| 伏誅，國除            |        |    |          |             |                      |

### 南朝陳吳興國（588年—589年）
| 吳興國（588年—589年） |          |    |      |             |            |
| 代數                  | 封爵     | 謚 | 姓名 | 在位時間    | 備註       |
| 1                     | 吳興郡王 |    | 陳胤 | 588年—589年 | 陳後主長子 |
| 陳亡，國除            |          |    |      |             |            |